# Kurt Beier (Parteifunktionär)
Kurt Beier (* 18. Oktober 1910 in Mitaschütz; † nach 1957) war ein deutscher politischer Funktionär (NSDAP, GB/BHE).

## Leben
Beier trat zum 1. März 1928 in die NSDAP ein (Mitgliedsnummer 77.575). Von 1931 bis 1933 war er Führer des HJ-Gaues Westfalen-Nord in Herne. 1933 übernahm er die Führung des HJ-Oberbannes Hannover.
Seit Juni 1933 amtierte Beier als Länderbeauftragter von Reichsjugendführer Baldur von Schirach für Braunschweig und als Provinzialbeauftragter für Hannover.
Im Oktober 1934 wurde Beier Führer des HJ-Gebiets Niedersachsen. Zugleich war er Gebietsjungvolksachbearbeiter und Oberbann-Jungvolksachbearbeiter in der HJ-Oberbannführung Hannover. und Landesbeauftragter des Reichsjugendführers für Niedersachsen. Als Gebietsführer übernahm Beier im Oktober 1934 die Leitung der Abteilung I (Organisation) sowie die stellvertretende Leitung der Abteilung II (Personal) der Reichsjugendführung. Parallel hierzu war Beier von 1933 bis 1935 Führer des DJH-Gaues Hannover. Im September 1936 verließ er die HJ.
Von 1937 bis 1944 amtierte Beier als Kreisleiter des Kreises Braunschweig-Stadt im Gau Südhannover-Braunschweig. Im März 1944 wurde er in die Parteikanzlei der NSDAP versetzt, in der er zu den engsten Mitarbeitern von Martin Bormann gehörte. Namentlich oblag ihm die Leitung der Abteilung II M, die für Mobilmachungsangelegenheiten der NSDAP zuständig war.
Nach dem Zweiten Weltkrieg war er als Kaufmann in Düsseldorf tätig. Politisch engagierte er sich nun in der Vertriebenenpartei GB/BHE, für die er bei der Bundestagswahl 1957 erfolglos im Bundestagswahlkreis Rees – Dinslaken kandidierte.